# Pechino
Pechino (AFI: /peˈkino/; in cinese 北京S, BěijīngP, lett. "capitale del nord", /pěitɕīŋ/ , detta Beijing Municipality nelle versioni per l'estero dei siti ufficiali) è la capitale della Cina, la terza città più popolosa del paese e l'undicesima al mondo con i suoi 20 000 000 di abitanti (dopo Chongqing e Shanghai per la Cina, e anche Delhi per l’Asia) ed è la seconda città più estesa del mondo per superficie con i suoi 16410 km². Inoltre è la capitale di stato più popolosa al mondo, assurta a tale stato dapprima con intermittenza sotto i Jīn e i mongoli di Kublai Khan, e poi definitivamente con la dinastia Ming. L'intera municipalità, una città metropolitana suddivisa in 16 distretti, ha dimensioni pari a poco più della metà del Belgio avendone però più del doppio degli abitanti. Confina esclusivamente con la provincia dell'Hebei e a sud-est con la municipalità di Tientsin.

## Geografia fisica

### Territorio
Le colline dominano la municipalità di Pechino a nord, nord-ovest. I distretti di Yanqing e Huairou, nella regione nord-ovest della municipalità, sono caratterizzati dalla catena dei monti Jundu. La parte occidentale della municipalità è incorniciata dalla catena montuosa di Xishan. A questa catena, lungo il confine con la provincia dell'Hebei, appartiene il monte Dongling, che con i suoi 2 303 metri è il punto più elevato della municipalità. I principali fiumi che scorrono all'interno della municipalità in direzione sud sono il fiume Yǒngdìng e il fiume Cháobái, parte del sistema fluviale di Haihe.
Il Gran Canale della Cina collega Pechino a Hangzhou e il Gran Canale del nord scorre dalla capitale verso il sistema dell'Hai He. La riserva di Miyun, situata lungo il tratto superiore del fiume Chaobai, costituisce la principale fonte di approvvigionamento idrico della città.

### Clima
Il clima della città è fortemente continentale per via delle estati calde e umide, spesso molto afose e poco tollerabili anche da un punto di vista di inquinamento urbano, e degli inverni decisamente freddi se rapportati a una latitudine medio bassa, ma anche molto ventilati, relativamente soleggiati (in termini d'intensità solare, ma anche di durata del giorno) e secchi. Il clima estivo è influenzato dal monsone dell'Asia orientale e il clima invernale risente dell'anticiclone russo-siberiano. Le temperature medie in gennaio oscillano tra i -7 e i -4 °C; in luglio variano tra i 25 e i 26 °C. Le precipitazioni annue sono di 600 mm in media.
| Pechino (1961-1990)                | Mesi | Mesi | Mesi | Mesi | Mesi | Mesi | Mesi  | Mesi  | Mesi | Mesi | Mesi | Mesi | Stagioni | Stagioni | Stagioni | Stagioni | Anno  |
| Pechino (1961-1990)                | Gen  | Feb  | Mar  | Apr  | Mag  | Giu  | Lug   | Ago   | Set  | Ott  | Nov  | Dic  | Inv      | Pri      | Est      | Aut      | Anno  |
| ---------------------------------- | ---- | ---- | ---- | ---- | ---- | ---- | ----- | ----- | ---- | ---- | ---- | ---- | -------- | -------- | -------- | -------- | ----- |
| T. max. media (°C)                 | 1,6  | 4,0  | 11,3 | 19,9 | 26,4 | 30,3 | 30,8  | 29,5  | 25,8 | 19,0 | 10,1 | 3,3  | 3,0      | 19,2     | 30,2     | 18,3     | 17,7  |
| T. media (°C)                      | −4,3 | −1,9 | 5,1  | 13,6 | 20,0 | 24,2 | 25,9  | 24,6  | 19,6 | 12,7 | 4,3  | 2,2  | −1,3     | 12,9     | 24,9     | 12,2     | 12,2  |
| T. min. media (°C)                 | −9,4 | −6,9 | 0,6  | 7,2  | 13,2 | 18,2 | 21,6  | 20,4  | 14,2 | 7,3  | −0,4 | −6,9 | −7,7     | 7,0      | 20,1     | 7,0      | 6,6   |
| Precipitazioni (mm)                | 2,6  | 5,9  | 9,0  | 26,4 | 28,7 | 70,7 | 175,6 | 182,2 | 48,7 | 18,8 | 6,0  | 2,3  | 10,8     | 64,1     | 428,5    | 73,5     | 576,9 |
| Giorni di pioggia                  | 0,7  | 1,5  | 2,0  | 3,0  | 3,9  | 5,9  | 10,3  | 9,4   | 4,4  | 2,8  | 1,3  | 0,7  | 2,9      | 8,9      | 25,6     | 8,5      | 45,9  |
| Eliofania assoluta (ore al giorno) | 6,5  | 6,9  | 7,8  | 8,2  | 9,3  | 9,1  | 7,2   | 7,4   | 8,1  | 7,3  | 6,4  | 6,0  | 6,5      | 8,4      | 7,9      | 7,3      | 7,5   |

Le attività industriali e il traffico automobilistico erano le principali cause di un forte inquinamento atmosferico. La costruzione della metropolitana e la forte accelerata sulle auto elettriche hanno però migliorato la situazione nel terzo decennio di questo secolo. A tutti è noto lo sviluppo economico e industriale della Cina di questi ultimi decenni: egualmente fa notizia ogni anno, nei primi mesi, quando la temperatura e l'umidità sono più presenti sul territorio, la densa nebbia che avvolge Pechino e la regione attorno alla capitale. La nebbia impedisce al sole di far passare la sua luce, non è consigliabile respirarla perché contiene polveri sottili e residui della combustione del carbone. Si tratta degli sfridi della lavorazione legata al ciclo di produzione di energia e della lavorazione siderurgica, la quale viene generata usando grandi centrali a carbone che unite alle ciminiere industriali e agli altoforni riempiono l'atmosfera delle loro pericolose emissioni.
L'erosione dei deserti settentrionali e occidentali della Cina e la deforestazione della municipalità di Pechino provocano tempeste di sabbia che affliggono periodicamente la città. Una Pechino molto meno conosciuta è invece quella sotterranea: nel sotterraneo di Pechino si trovano infatti una serie di cunicoli sotterranei scavati dai civili (per riparo) nel momento in cui si era alle soglie di una guerra (poi scampata) con l'Unione Sovietica.

## Etimologia

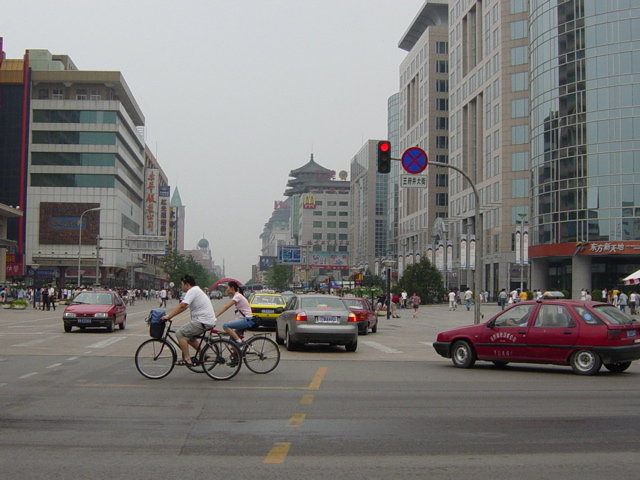
Wangfujing Road a Pechino

Il toponimo 北京S, BěijīngP significa letteralmente "capitale del nord", analogamente a Nanchino (南京S, NánjīngP, lett. "capitale del sud") e a Tokyo (in giapponese 東京?, Tōkyō, lett. "capitale dell'est"). Il nome "Pechino" compare negli scritti di Matteo Ricci nel 1615.
In passato il nome è cambiato diverse volte. Dal 1928 al 1949 la città era conosciuta come Peiping (北平S, BěipíngP, Pe-p'ingW), letteralmente "pace settentrionale". Il nome fu cambiato – con la rimozione dell'elemento significante "capitale" (jing 京) – perché il governo del Kuomintang spostò la capitale a Nanchino.
Il Partito Comunista Cinese cambiò il nome in Pechino (Běijīng) nel 1949 per evidenziare il ritorno al ruolo di capitale. Il governo della Repubblica di Cina (Taiwan) non ha mai formalmente riconosciuto il cambio di nome e, durante gli anni cinquanta e gli anni sessanta, a Taiwan si usava Beiping per implicare l'illegittimità della Repubblica Popolare Cinese. Oggi quasi tutti i cittadini di Taiwan, governo incluso, usano come nome Beijing malgrado alcune carte della Cina taiwanesi usino tuttora il vecchio nome.
Yanjing (燕京S, YānjīngP, Yen-chingW) è ed è stato un nome popolare e informale, riferito all'antico Stato Yan della dinastia Zhou. Da tale nome derivano quello della locale birra Yanjing e dell'Università di Yenching, che fu unita all'Università di Pechino. Durante la dinastia Yuan Pechino era conosciuta come Khanbaliq, "città del Khan", come riferito da Marco Polo.

## Storia

### Storia antica

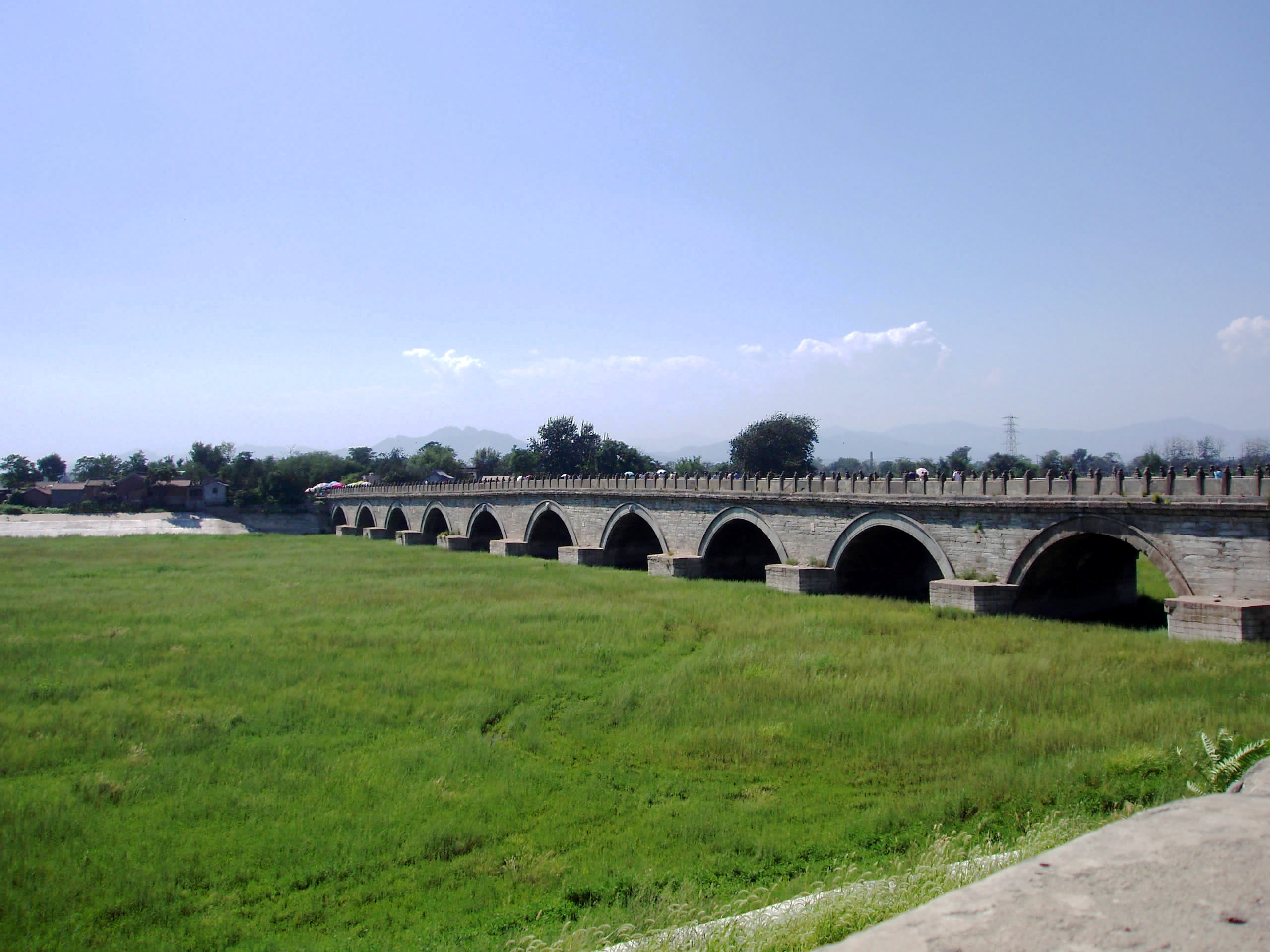
Il ponte di Marco Polo

Nei pressi di Pechino sono stati rinvenuti resti di città risalenti al I millennio a.C. La capitale dello Stato di Yan, una delle potenze del periodo dei regni combattenti, venne fondata a Ji, vicino alla moderna Pechino. Ji venne abbandonata non più tardi del VI secolo e ancora non se ne conosce l'esatta localizzazione.
Durante la dinastia Tang e la dinastia Song l'area attuale di Pechino fu solamente occupata da piccoli villaggi. La tarda dinastia Jin cedette una larga porzione della sua frontiera settentrionale, inclusa Pechino, alla dinastia Liao dei Kithan nel X secolo. La dinastia Liao fondò subito una capitale secondaria nella città stessa chiamandola Nanjing ("la capitale meridionale"). La dinastia Jin dei Jurchen conquistò Liao e governò la Cina settentrionale costruendovi la propria capitale Zhongdu ("capitale centrale"). Zhongdu fu situata in prossimità dell'odierna Tianningsi, leggermente scostata a sud-ovest rispetto al centro di Pechino.
Le forze mongole rasero al suolo Zhongdu (中都) nel 1215. Nel 1267 edificarono Dadu (大都, la loro "grande capitale" posta a nord della capitale della dinastia Jin. Dadu era anche conosciuta con il nome di Khanbaliq ("la città del Khan"): è considerata come l'effettivo nucleo originario di Pechino e viene indicata da Marco Polo con il nome di Cambaluc. 
Dovete sapere che c’era in questo luogo la grande e nobile città chiamata Cambaluc che nella nostra lingua vorrebbe dire città del Signore. Il Gran Kan sapeva dai suoi astrologi che quella città si sarebbe ribellata e avrebbe avversato l’impero; per questa ragione fece costruire presso di essa una nuova città che un fiume separava dall’antica. E fece uscire dalla città vecchia tutti i Cataini cioè tutti quelli che avevano la loro origine nelle province del Catai per venire ad abitare nella nuova città, lasciando dentro quelli che pensava essere ribelli; del resto la nuova città non era così grande come l’antica. E vi racconterò ora quanto fosse estesa questa città di Taidu.
È quadrata, esattamente quadrata, e il suo perimetro è di ventiquattro miglia. È circondata da mura di mattoni larghi alla base dieci passi e alti venti passi e il loro spessore però non è eguale da per tutto; dalla base in su si assottigliano sicché alla sommità hanno una larghezza di tre passi. Sono mura tutte bianche e merlate. La città ha dodici porte e su ciascuna porta si erge un palazzo grande e bello sicché la cinta di mura ha su ciascun lato tre porte e cinque palazzi essendovi anche un palazzo ad ogni angolo. In quei palazzi ci sono molte grandi sale dove si custodiscono le armi per la difesa della città.»
(Marco Polo, Il Milione, cap. 85. Traduzione italiana di Maria Bellonci)
I mongoli preferirono il sito di Pechino a località più tradizionali nella Cina centrale come sede della nuova capitale perché più vicino alla Mongolia. Questa scelta contribuì a migliorare lo status della città da sempre al limite settentrionale della Cina propria.
Nel 1403 Yongle (永乐, anche conosciuto come Zhu Di), terzo imperatore Ming che aveva da poco conquistato il trono uccidendo il nipote dopo una sanguinosa guerra civile, rinominò la città Beijing o "capitale settentrionale". È durante questo periodo che Pechino assunse la forma attuale con mura di cinta che oggi corrispondono al secondo raccordo anulare.

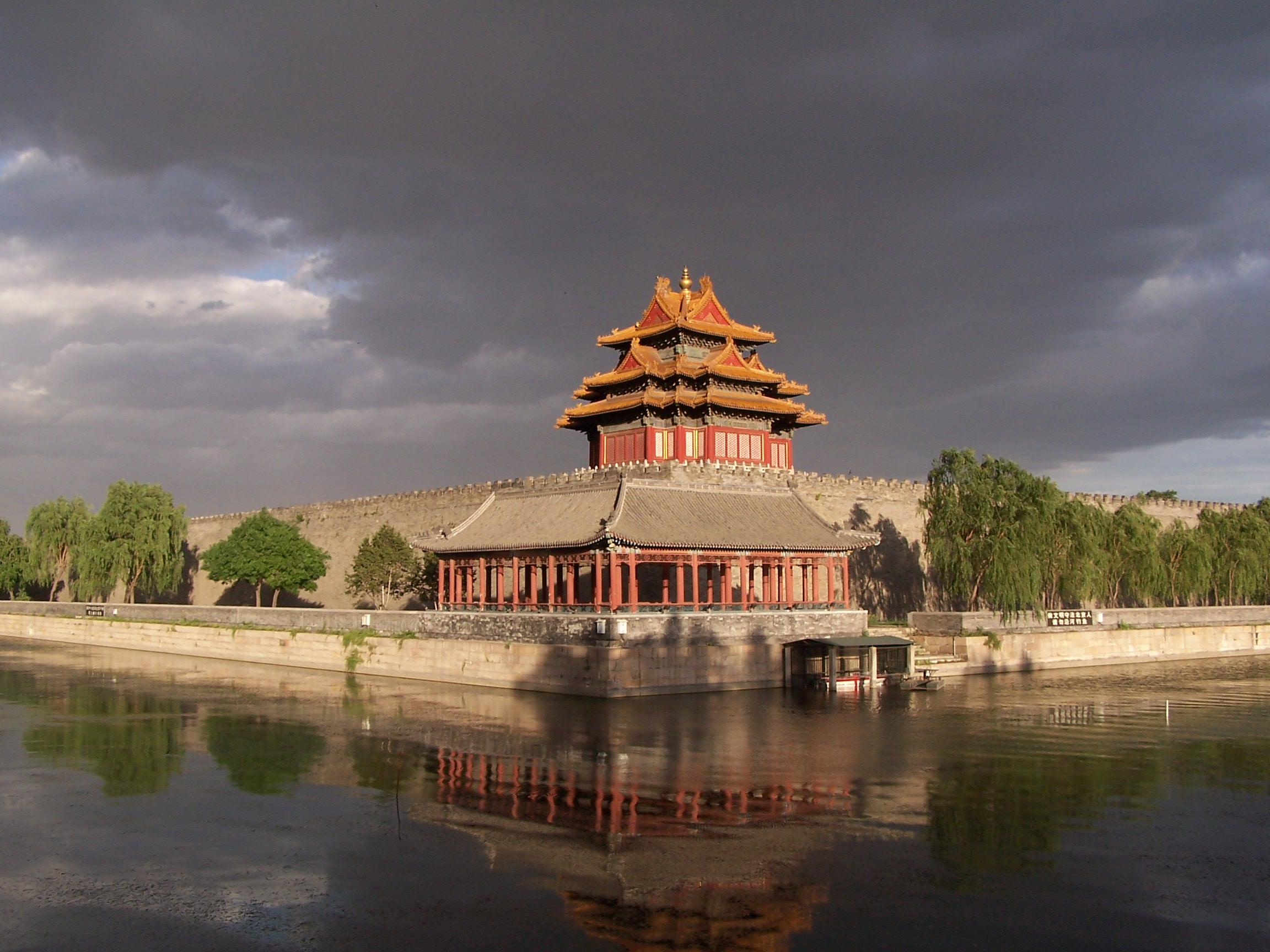
Tramonto sulla Città Proibita

La Città Proibita fu eretta dal 1406 al 1420, seguita dal Tempio del Paradiso nel 1420 e altri progetti di riqualificazione urbana. Piazza Tienanmen venne bruciata due volte durante la dinastia Ming. L'odierna piazza, simbolo della Repubblica Popolare Cinese, risale al 1651.

### Storia moderna
Pechino fu anche la capitale dell'Impero mancese della Dinastia Qing e della Repubblica di Cina proclamata nel 1912. Negli ultimi cento anni della dinastia mancese Pechino venne più volte invasa e fu soggetta a sommosse: nel 1860 le truppe anglo-francesi occuparono e distrussero quasi completamente l'Antico Palazzo d'Estate (圆明园) e nel 1900 si verificò la Rivolta dei Boxer contro le legazioni straniere. Nel 1911 fu proclamata la Repubblica di Cina: il presidente fu inizialmente Sun Yat-sen, ma il potere venne presto preso dopo la morte del dittatore Yuan Shikai dall'Esercito Beiyang che creò appunto l'instabile Governo Beiyang, formato da tanti signori della guerra rivali. Nel 1928 il Kuomintang ("Partito Nazionalista Cinese") a seguito della vittoria nella Spedizione del Nord contro i signori della guerra e la conquista della città, decise di stabilire a Nanchino la capitale della repubblica. Il Giappone conquistò Pechino nel 1937 sino alla conclusione della seconda guerra mondiale nel 1945.
Il 31 gennaio 1949 durante la Guerra civile cinese le forze comuniste entrarono in città senza dover combattere. Il 1º ottobre 1949 Mao Zedong annunciò la nascita della Repubblica Popolare Cinese: Pechino ne divenne la capitale. Dalla nascita della Repubblica Popolare Cinese a oggi la città si è sviluppata oltre il secondo raccordo anulare: le vecchie mura sono state abbattute per ampliare i grandi viali centrali e costruire la linea circolare della metropolitana. Tutto ciò si interruppe nel 1966, con l'avvio della rivoluzione culturale. Le riforme economiche di Deng Xiaoping, a partire dal 1976 in poi, hanno contribuito all'ulteriore crescita del territorio cittadino. Il centro della città è stato il fulcro della protesta di piazza Tienanmen del 1989.
Pechino ha ospitato la XXIX Olimpiade nel 2008 e quelle invernali del 2022, diventando così la prima città al mondo ad ospitare sia i Giochi olimpici estivi che quelli invernali 

## Società

### Evoluzione demografica
La popolazione totale della municipalità di Pechino, definita come il numero di persone residenti in Pechino per sei mesi o più all'anno, ammonta a venti milioni circa. 18 milioni circa appartengono alla popolazione urbana di Pechino e dei sobborghi circostanti e il resto costituisce la popolazione rurale della municipalità. 18 milioni circa di pechinesi godono della residenza permanente, mentre il resto risiede grazie a un permesso temporaneo. Molti sono gli immigrati da altre province della Repubblica Popolare Cinese che vivono nel territorio della municipalità pur non avendo un permesso in regola. La maggior parte dei cittadini sono cinesi han. Ci sono anche manciù, cinesi hui e mongoli. Nelle aree di Wangjing e Wudaokou risiedono molti studenti e lavoratori provenienti dalla Corea del Sud. La densità abitativa è superiore nei quartieri settentrionali e orientali rispetto alle aree meridionali e occidentali dello spazio urbano di Pechino.

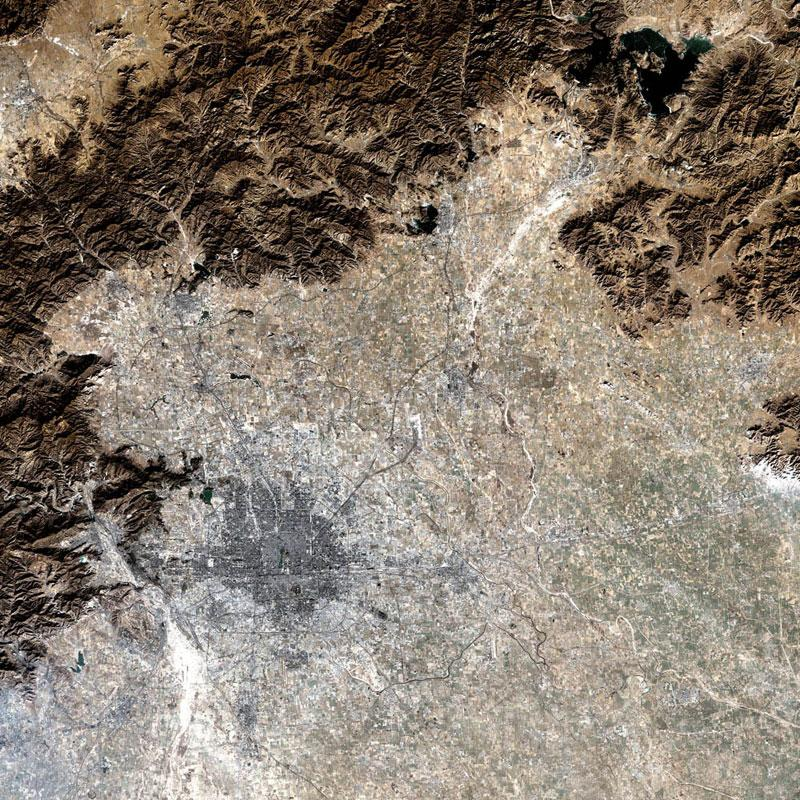
Pechino dal satellite

### Etnie e minoranze straniere
| Etnia    | Popolazione | Percentuale1 |
| -------- | ----------- | ------------ |
| Han      | 12 983 696  | 95,69%       |
| Manciù   | 250 286     | 1,84%        |
| Hui      | 235 837     | 1,74%        |
| Mongoli  | 37 464      | 0,28%        |
| Coreani  | 20 369      | 0,15%        |
| Tujia    | 8 372       | 0,062%       |
| Zhuang   | 7 322       | 0,054%       |
| Miao     | 5 291       | 0,039%       |
| Uiguri   | 3 129       | 0,023%       |
| Tibetani | 2 920       | 0,022%       |

### Lingue e dialetti
I cittadini urbani di Pechino parlano il dialetto di Pechino che appartiene al ceppo mandarino del cinese parlato. Il dialetto di Pechino è la base del mandarino standard, il cinese standard usato nella Repubblica Popolare Cinese, nella Repubblica di Cina e a Singapore. Al di fuori della città si parlano dialetti vicini ai dialetti dell'Hebei.

## Monumenti e luoghi d'interesse

### Architetture religiose
- Monastero Longquan
- Tempio imperiale ancestrale
- Tempio del Cielo

### Altre architetture
- Città Proibita
- Grande muraglia cinese
- Palazzo d'Estate
- Zhengyangmen

### Siti archeologici
- Zhoukoudian

## Cultura
L'opera di Pechino (京剧S, jingjuP) è conosciuta in tutto il Paese e anche all'estero. Viene da molti considerata come una delle componenti fondamentali della cultura cinese. L'opera viene rappresentata grazie a una combinazione di canti, recitazione, gesti, lotte e acrobazie codificate. Buona parte delle rappresentazioni sono recitate avvalendosi di un dialetto arcaico piuttosto differente dal mandarino standard e dal dialetto di Pechino. I dialoghi risultano quindi difficili da comprendere soprattutto per chi non ha familiarità con il cinese. Alcuni teatri moderni offrono sottotitoli in cinese e inglese grazie a display elettronici.
Il siheyuan (四合院S) è un tradizionale stile architettonico di Pechino. Un edificio siheyuan è una costruzione quadrata dotata di cortile interno sul quale si affacciano le stanze della casa. Il cortile solitamente ospita un giardino con piante, fiori e acquari. Le abitazioni siheyuan sono disposte lungo vicoli, hutong (胡同S), che caratterizzano il centro storico di Pechino. Solitamente un hutong è dritto ed è posto sulla direttrice est-ovest per fare in modo che le entrate delle case si rivolgano a nord e sud rispettando le regole del feng shui (风水S). L'hutong varia in larghezza e alcuni sono molto stretti consentendo il passaggio di pochi passanti.
I vicoli hutong stanno rapidamente sparendo per lasciare il posto a moderni edifici e grattacieli. Molti lamentano la perdita di quartieri storici e del tradizionale senso di comunità degli hutong. Alcuni hutong di particolare interesse architettonico sono oggi oggetto di attenzione da parte del governo. La cucina tipica di Pechino è la cucina mandarina. L'anatra alla pechinese (北京烤鸭S) è il piatto più conosciuto di questa cultura gastronomica. Il Manhan Quanxi è un tradizionale banchetto che risale all'epoca della dinastia Qing: costoso e prestigioso, è tuttora apprezzato. A Pechino è facile trovare "sale da tè" che servono le molte varietà di tè cinese.

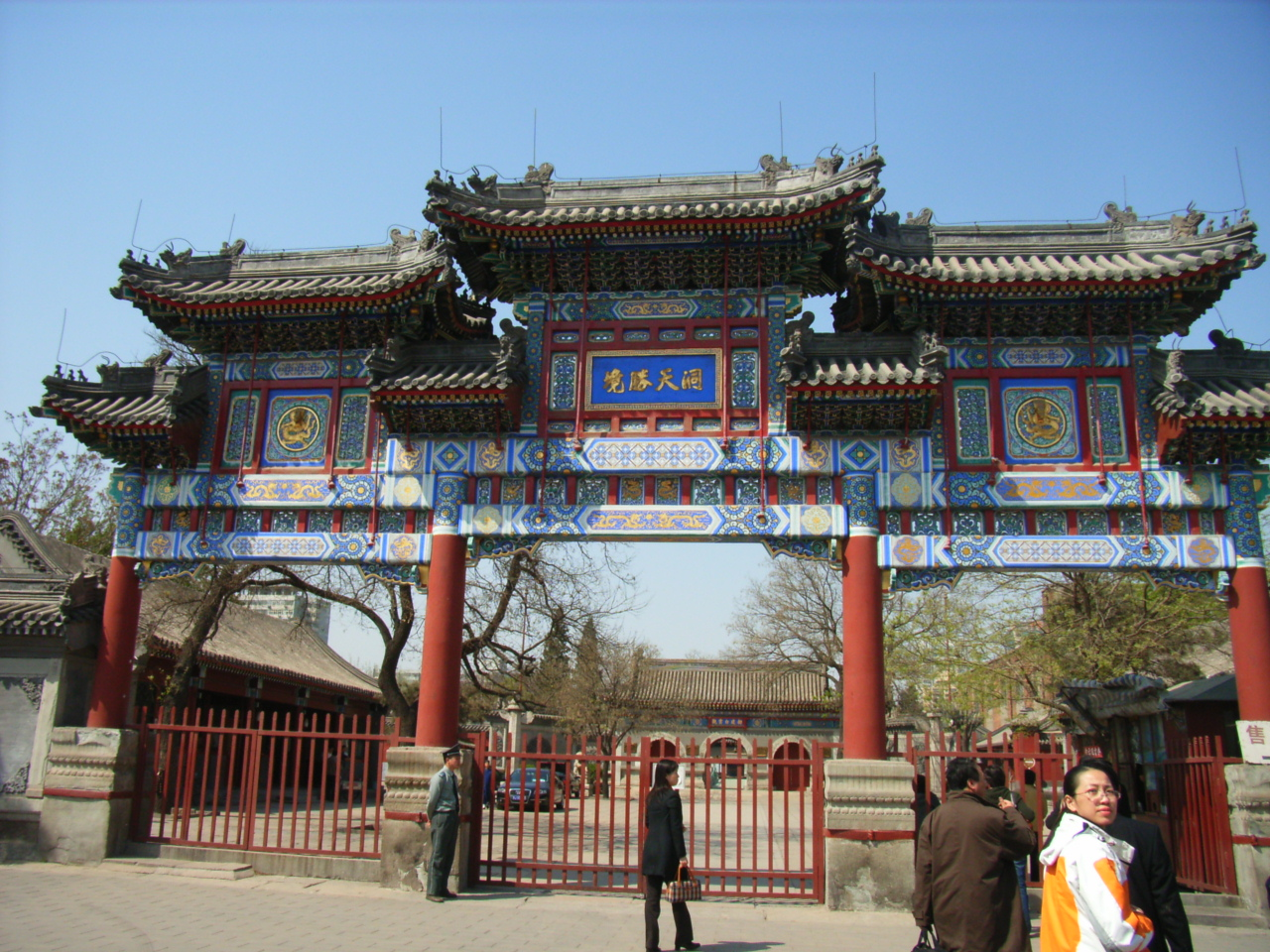
Il tempio della Nuvola Bianca

Nella città si trova inoltre il tempio della Nuvola Bianca, luogo di culto principale del taoismo quanzhen e sede centrale della Chiesa taoista cinese, un'istituzione religiosa che amministra e gestisce le attività legate al taoismo in tutta la Cina. Il tempio, situato fuori Xibianmen, fu inizialmente costruito nell'VIII secolo e ospitò immediatamente una grande statua di Laozi, la quale si salvò dall'incendio del 1202 che distrusse il tempio. Fu ricostruito soltanto nel 1224 su ordine di Gengis Khan e fu riconsacrato con il nuovo nome di "Nuvola Bianca". Il termine cinese equivalente a tempio taoista è guan, che precisamente esprime l'atto di pregare, meditare e contemplare; il significato sottolinea l'importanza dell'osservazione e del rispetto della natura enfatizzato dalla religione taoista.

### Istruzione e ricerca
Nella capitale cinese hanno sede molte università, come l'Università di Pechino, l'Università Tsinghua, l'Università di Lingua e Cultura cinese di Pechino, l'Università di lingue straniere di Pechino e l'Università Cattolica Fu Jen.
Tra le numerose scuole presenti a Pechino è particolare l'International School of Beijing, scuola privata riservata agli stranieri. Ogni anno a Pechino si svolge la BYSCC, importante evento che mette in collegamento studenti di tutto il mondo che presentano progetti in campo scientifico e tecnologico.
Nella capitale ha sede anche l'Accademia cinese delle scienze.

### Biblioteche
A Pechino ha sede anche la più grande biblioteca asiatica, la Biblioteca nazionale della Cina, fondata durante la dinastia Qing, che conta circa ventitré milioni di volumi.

### Musei
I principali musei di Pechino sono il Museo nazionale della Cina e il Museo della capitale. Sono presenti anche Beijing Auto Museum e il museo cinese della scienza e della tecnologia.

### Teatri
Il genere tradizionale dell'Opera di Pechino viene rappresentato in alcuni teatri storici come il Zhengyici e il Huguang, ma anche nella "Theater Hall" del moderno Centro Nazionale per le Arti dello Spettacolo e nel "Gran Teatro di via Chang'an".
Nella "Opera Hall" del Centro nazionale per le arti dello spettacolo, invece, si mette in scena l'opera lirica occidentale.
Uno spettacolo popolare, che ha una sede fissa, è il Circo di Pechino.

### Architettura

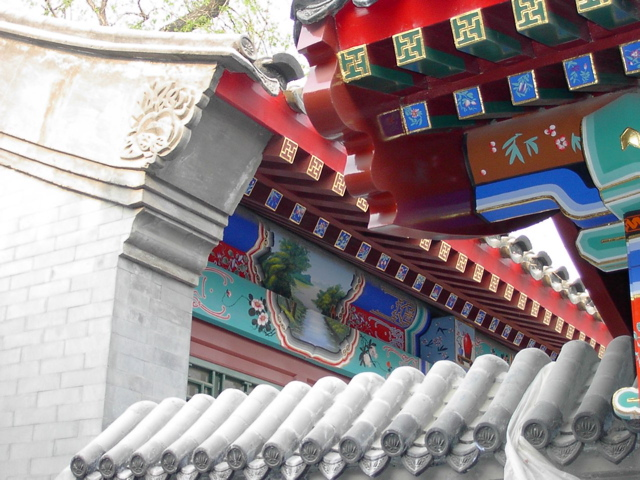
Architettura tradizionale

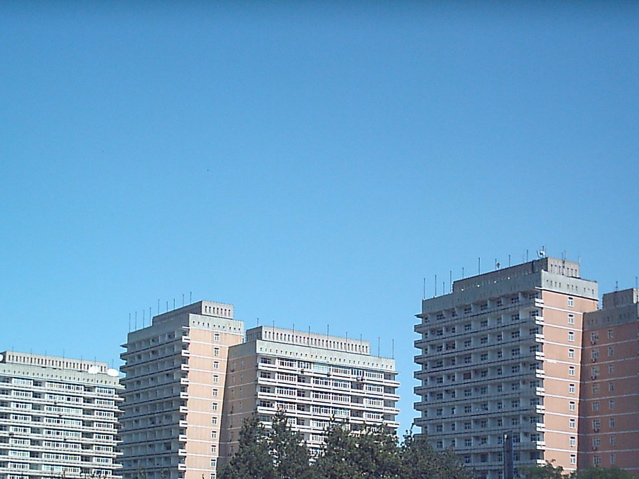
Architettura "anni settanta"

Esistono tre stili architettonici predominanti a Pechino: lo stile della Pechino capitale imperiale, rappresentato dalla Piazza Tian'anmen; lo stile spoglio e austero "sino-sovietico" prescelto tra il 1950 e il 1970; e infine la nuova architettura della recente apertura economica iconificata dal Beijing CBD (Beijing Central Business District) con i suoi grattacieli di vetro e le moderne infrastrutture per il traffico automobilistico.
Molti sono i progetti di interesse architettonico realizzati in occasione della XXIX Olimpiade nel 2008. Alcuni tra i più prestigiosi studi internazionali di architettura si sono aggiudicati la progettazione di edifici destinati a cambiare nuovamente l'aspetto della città. Tra i progetti di maggior rilievo si distinguono: il nuovo Teatro dell'Opera, il nuovo stadio olimpico, la nuova sede della televisione di stato CCTV, il Centro acquatico nazionale e i lavori di ampliamento dell'aeroporto intercontinentale di Pechino. Il distretto artistico di Dashanzi offre esempi di commistioni architettoniche fra stili tradizionali e moderni. Il sobborgo di Orange County, a nord di Pechino, è invece la fedele riproduzione di un tipico quartiere suburbano americano dotato di abitazioni lussuose destinate alla dinamica classe medio-alta della città.

## Geografia antropica
L'area urbana di Pechino è invece situata nella parte centro-meridionale della municipalità occupandone una crescente area, seppur limitata. Lo sviluppo del territorio urbano avviene tramite fasce delimitate da raccordi anulari concentrici, a partire dal primo che delimita la Città proibita e il secondo che racchiude il centro storico di età imperiale su 60 kmq. Piazza Tien'anmen è al centro esatto di Pechino ed è posizionata a sud della Città Proibita. A ovest di piazza Tian'anmen è collocata Zhongnanhai, quartiere residenziale esclusivo per i massimi dirigenti del Partito Comunista Cinese. Chang'an Avenue attraversa il centro di Pechino da est a ovest. L'estensione della città interna totalmente urbanizzata, racchiusa dalla terza circonvallazione e la decima linea della metropolitana, è di circa 180 chilometri quadrati, che raggiungono i 300 kmq considerando la quarta circonvallazione. Prendendo come riferimento la quinta circonvallazione, ossia il raccordo anulare autostradale S50, si raggiungono i 750 kmq. Con la sesta e ultima circonvallazione, il raccordo anulare autostradale esterno G4501 che serve le periferie, si superano infine i duemila chilometri quadrati.

### Suddivisioni amministrative
La municipalità di Pechino comprende attualmente sedici distretti amministrativi, dotati di una propria personalità giuridica distinta da quella municipale. Dal 1º luglio 2010 Chongwen (崇文区) e Xuanwu (宣武区) sono stati fusi rispettivamente con i distretti di Dongcheng e Xicheng.
| Mappa |                                          | Distretti | Popolazione (2010) | Area (km²) | Densità (per km²) |
| --- | ---------------------------------------- | --------- | ------------------ | ---------- | ----------------- |
| 2. Dongcheng 1. Xicheng 3. Shijingshan Chaoyang Haidian Fengtai 3 1 2 Mentougou Fangshan Tongzhou Shunyi Changping Daxing Pinggu Miyun Yanqing Huairou |                                          |           |                    |            |                   |
| | Dongcheng (东城区S, Dōngchéng QūP)       | 919 000   | 40,6               | 22 635     |                   |
| | Xicheng (西城区S, Xīchéng QūP)           | 1 243 000 | 46,5               | 26 731     |                   |
| | Chaoyang (朝阳区S, ChaoyangquP)          | 3 545 000 | 470,8              | 7 530      |                   |
| | Haidian (海淀区S, Hǎidiàn QūP)           | 3 281 000 | 426,0              | 7 702      |                   |
| | Fengtai (丰台区S, Fēngtái QūP)           | 2 112 000 | 304,2              | 6 943      |                   |
| | Shijingshan (石景山区S, Shíjǐngshān QūP) | 616 000   | 89,8               | 6 860      |                   |
| | Tongzhou (通州S)                         | 1 184 000 | 870,0              | 1 361      |                   |
| | Shunyi (顺义S)                           | 877 000   | 980,0              | 895        |                   |
| | Changping (昌平S)                        | 1 661 000 | 1 430,0            | 1 162      |                   |
| | Daxing (大兴S)                           | 1 365 000 | 1 012,0            | 1 349      |                   |
| | Mentougou (门头沟S)                      | 290 000   | 1 331,3            | 218        |                   |
| | Fangshan (房山S)                         | 945 000   | 1 866,7            | 506        |                   |
| | Pinggu (平谷S)                           | 416 000   | 1 075,0            | 387        |                   |
| | Huairou (怀柔S)                          | 373 000   | 2 557,3            | 146        |                   |
| | Miyun (密云S)                            | 468 000   | 2 335,6            | 200        |                   |
| | Yanqing (延庆S)                          | 317 000   | 1 980,0            | 160        |                   |

Legenda colori
- Città vecchia già racchiusa da mura, ora all'interno della seconda circonvallazione
- Distretti urbani tra la 2° e la 5° circonvallazione
- Periferie interne collegate dalla 6ª circonvallazione
- Periferie e aree rurali

#### Quartieri
Alcuni dei principali quartieri della area cittadina di Pechino:
- Andingmen (安定门S)
- Beiyuan (北苑S)
- Chaoyangmen (朝阳门S)
- Dongzhimen (东直门S)
- Fangzhuang (方庄S)
- Fuchengmen (阜成门S)
- Fuxingmen (复兴门S)
- Guomao (国贸S)
- Hepingli (和平里S)
- Wangjing (望京S)
- Wangfujing (王府井S)
- Wudaokou (五道口S)
- Xidan (西单S)
- Yayuncun (亚运村S)
- Zhongguancun (中关村S)

#### Località
Alcune delle località della municipalità di Pechino al di fuori dei limiti urbani:
- Changping (昌平S)
- Huairou (怀柔S)
- Miyun (密云S)
- Liangxiang (良乡S)
- Liulimiao (琉璃庙S)
- Tongzhou (通州S)
- Yizhuang (亦庄S)

## Economia

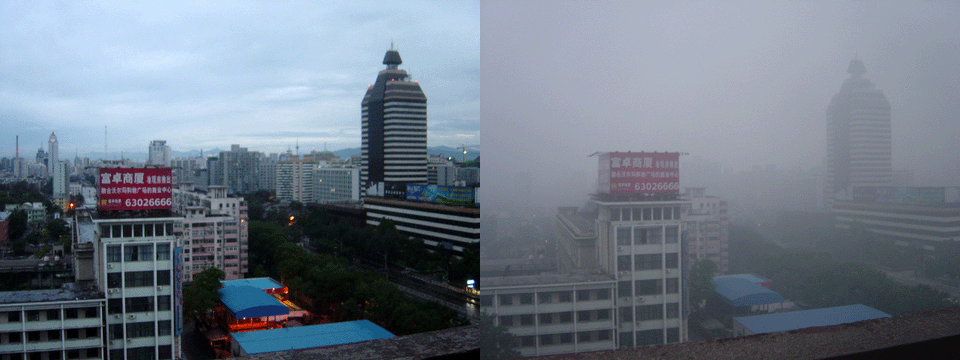
Lo Smog a Pechino

Nel 2004 il prodotto interno lordo (PIL) di Pechino ha raggiunto la cifra di 428 miliardi circa di renminbi, grazie a un incremento reale del 13,2% rispetto all'anno precedente. Il settore terziario è il più produttivo dell'economia pechinese e costituisce il 60% del PIL della città.
La crescita economica del settore immobiliare e del settore automobilistico è particolarmente sostenutaː nel 2004 sono stati venduti venticinque milioni circa di metri quadrati di superficie immobiliare residenziale per un ricavato totale di 108 miliardi circa di renminbi. Nel 2004 a Pechino risultavano registrati 1 871 000 autoveicoli, 1 298 000 dei quali posseduti da privati.

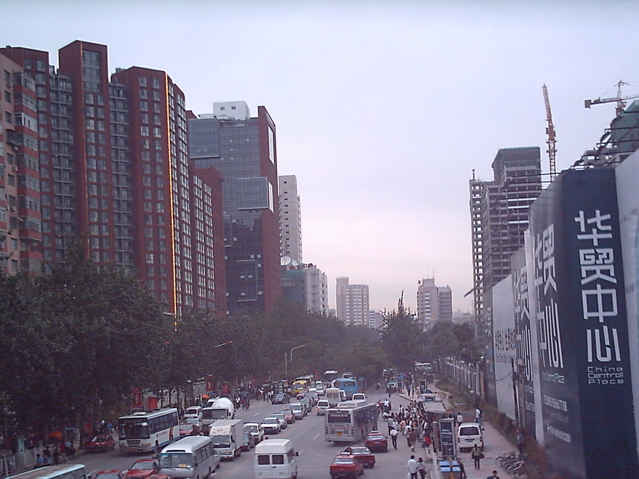
L'area di Dawangqiao intorno al Beijing CBD nel 2004

Nell'anno precedente 447 000 autoveicoli nuovi e usati sono stati venduti nella municipalità di Pechino. Questi dati testimoniano la particolare dinamicità del settore automobilistico che spinge le autorità cittadine alla costruzione e pianificazione di nuove arterie stradali e autostradali in grado di reggere il traffico crescente.
Il Beijing CBD (Beijing Central Business District), situato nell'area di Guomao, è stato identificato come il nuovo centro economico della città: vi si trovano infatti gli uffici di diverse imprese, centri commerciali e appartamenti residenziali di prestigio. La Beijing Financial Street, nell'area di Fuxingmen e Fuchengmen, è un centro finanziario tradizionale. Le aree di Wangfujing e Xidan sono importanti distretti commerciali.
L'area di Zhongguancun è caratterizzata dalla presenza di imprese informatiche, elettroniche, farmaceutiche e per questo è stata soprannominata la "Silicon Valley della Cina". Anche Yizhuang, un'area localizzata a sud-est della metropoli, ultimamente è la sede prescelta per gli investimenti di molte imprese ad alta tecnologia. Pechino è anche un florido centro del commercio di beni piratati come capi di abbigliamento e DVD. Tra i molti distretti industriali tradizionali vi è anche Shijingshan, localizzato nella periferia occidentale della città.
Le principali attività dell'agricoltura della municipalità sono situate al di fuori della città e consistono principalmente nella coltivazione di frumento, mais e derrate agricole destinate al mercato urbano.

### Turismo

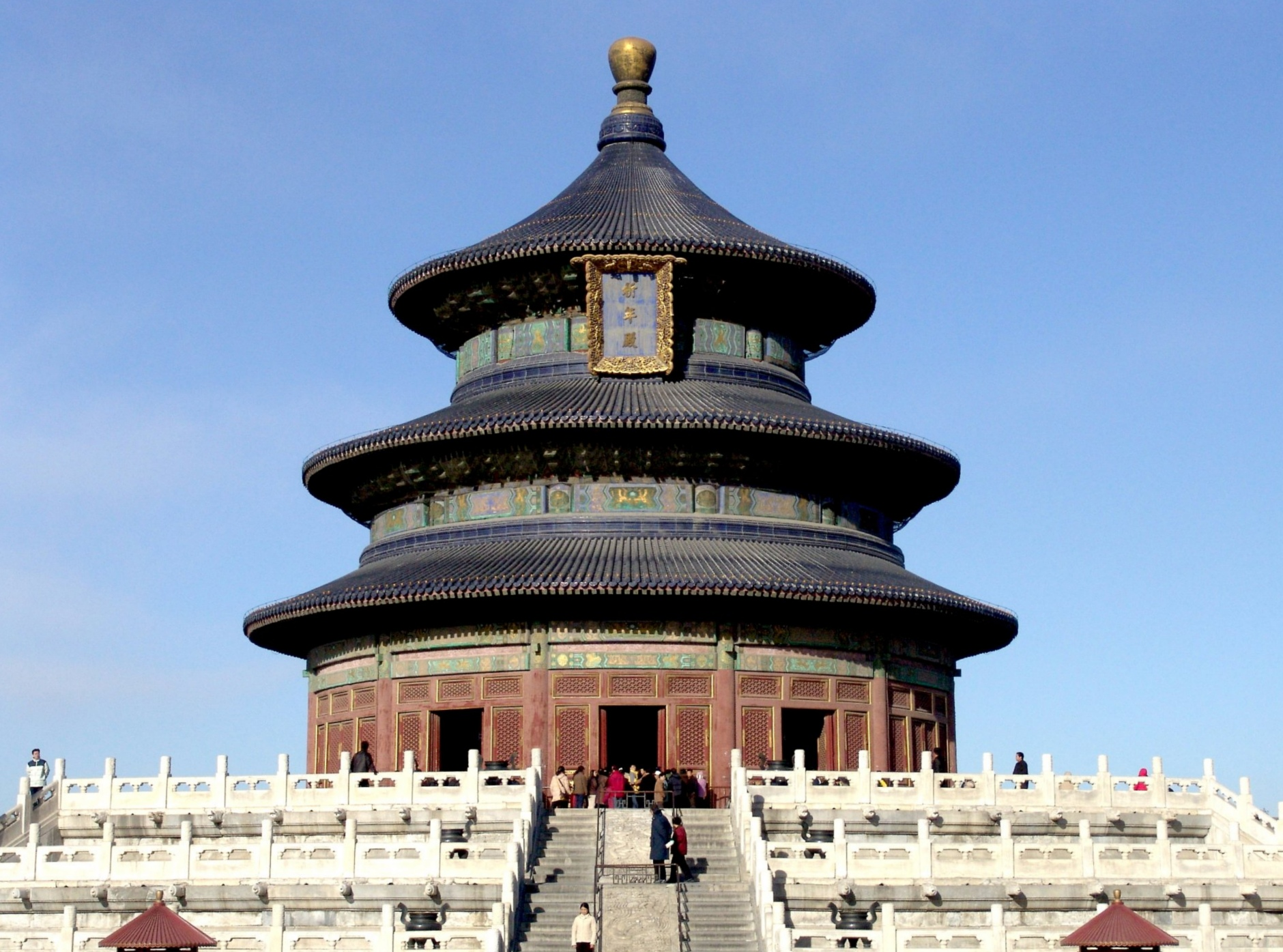
Il Tempio del cielo

Sebbene la rivoluzione culturale e la recente modernizzazione della città abbiano danneggiato il patrimonio culturale e artistico di Pechino, ancora oggi esistono attrazioni di notevole interesse.
I siti turistici di maggiore interesse sono: 
- Piazza Tian'anmen
- la Città Proibita (patrimonio dell'umanità)
- la Grande Muraglia a Badaling e a Mutianyu (patrimonio dell'umanità)
- il Palazzo d'Estate (patrimonio dell'umanità)
- le rovine dell'Antico Palazzo d'Estate
- il Tempio del cielo (patrimonio dell'umanità)
- il Parco Beihai
- il Santuario Lamaista di Yonghe Gong
- la Torre del Tamburo
- la Torre della Campana
- l'area dei laghi Shichahai
- il parco panoramico di Jingshan
- l'Antico Osservatorio
- il Parco delle Mura di epoca Ming
- il Tempio di Confucio
- Il Museo della capitale
- l'antica Accademia Imperiale
- il Tempio della Terra
- il Tempio del Sole
- il Tempio della Luna
- l'antica Moschea di Via della Vacca
- il Baliqiao, noto anche come "Ponte di otto miglia", risalente ai tempi della dinastia Ming, e il "Ponte a dorso di cammello", suggestivo ponte pedonale ad una sola arcata, nell'area del Palazzo d'estate
- i vecchi hutong che coprono ancora larga parte della città vecchia

Al di fuori dell'area urbana:
- il sito dell'uomo di Pechino (patrimonio dell'umanità)
- Tempio di Hongluo

## Infrastrutture e trasporti

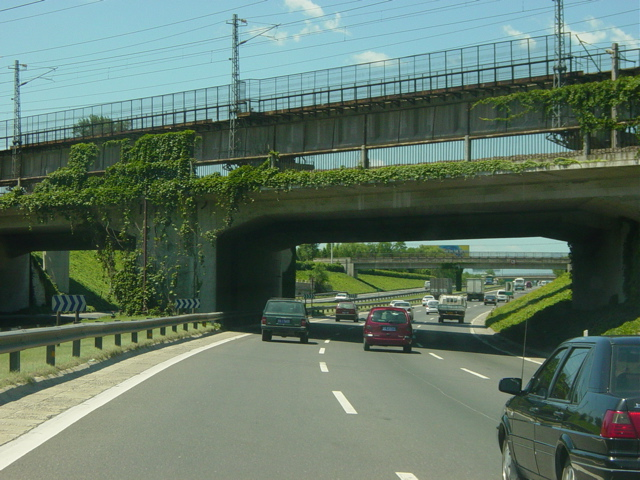
L'autostrada Jingshi

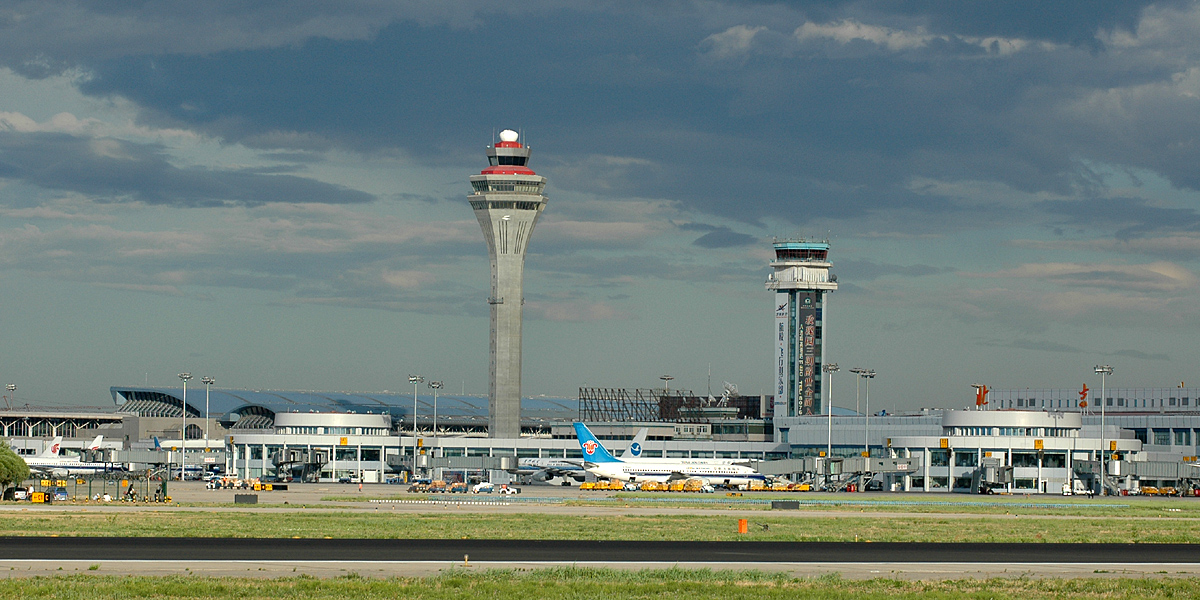
Aeroporto internazionale di Pechino

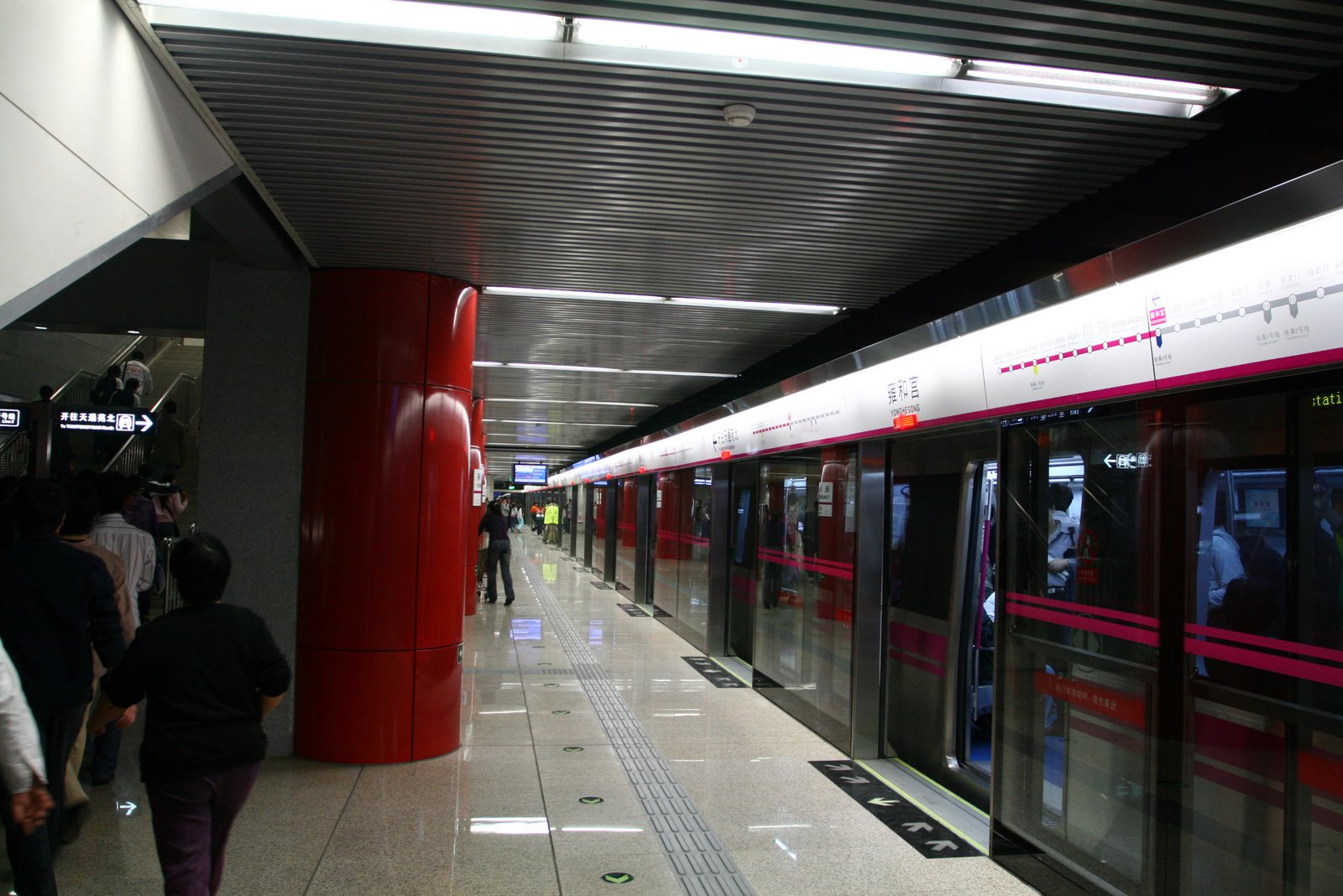
Metropolitana di Pechino

Le riforme economiche a partire dal 1978 hanno notevolmente contribuito allo sviluppo delle infrastrutture ferroviarie, stradali, aeroportuali e di trasporto pubblico di Pechino, come la metropolitana di Pechino, la cui rete è stata molto ampliata per le olimpiadi e ha visto un enorme aumento della lunghezza totale della rete. Il traffico crescente e l'appuntamento della XXIX Olimpiade richiesero un crescente adeguamento di tali infrastrutture.

### Ferrovie
Le principali stazioni ferroviarie di Pechino sono: "Beijing Railway Station" (o stazione centrale) e "Beijing West Railway Station". A queste si aggiungono altre cinque stazioni che gestiscono regolarmente parte del traffico ferroviario della città. Pechino è un importante snodo ferroviario nazionale e internazionale: vi sono collegamenti ferroviari con le principali città cinesi tra le quali Shanghai, Canton e Hong Kong e con destinazioni internazionali in Russia e Corea del Nord. Il 1º luglio 2011 è stata inaugurata la linea ferroviaria ad alta velocità che collega la capitale a Shanghai in cinque ore. Altre linee ad alta velocità che servono la città sono la ferrovia Pechino-Canton-Shenzhen-Hong Kong, la ferrovia Pechino-Tientsin e la ferrovia Pechino-Zhangjiakou.

### Strade
La città è ben collegata con il resto del Paese da strade e autostrade. Pechino è servita da cinque raccordi anulari, nove autostrade e undici superstrade nazionali. Il numero crescente di automobili private e la dinamica economia urbana creano notevoli problemi di traffico. I raccordi anulari e le principali arterie sono spesso congestionate, specialmente durante gli spostamenti dei pendolari da e verso i quartieri finanziari e commerciali. Per risolvere i disagi creati dal traffico automobilistico le autorità cittadine hanno esteso diverse autostrade all'interno del terzo raccordo anulare della città. La mancanza di semafori lungo i tracciati delle autostrade dovrebbe alleggerire la pressione sull'intero sistema stradale di Pechino. Sei nuove autostrade sono state progettate per migliorare ulteriormente la congestione stradale. Sono state proposte e in parte implementate anche altre soluzioni per limitare i problemi del traffico: corsie riservate a mezzi di trasporto pubblico, una rete metropolitana più estesa e una maggiore disciplina da parte degli automobilisti.

### Aeroporti
L'aeroporto internazionale di Pechino è il principale aeroporto della città e dista circa 20 km dal centro. Offre collegamenti nazionali, internazionali e intercontinentali. È il principale snodo aeroportuale della compagnia Air China, nonché l'aeroporto più trafficato della Repubblica Popolare Cinese. Attualmente sono operativi due terminal. Il terzo terminal è attivo per la XXIX Olimpiade nel 2008. È collegato al centro di Pechino tramite un'autostrada.
Il 25 settembre 2019 è stato aperto l'Aeroporto Internazionale di Pechino-Daxing situato 46 chilometri a sud di Piazza Tian'anmen, 26 chilometri a ovest del centro di Langfang, 50 chilometri a nord-est della nuova area di Xiong'an e a 65 chilometri dall'aeroporto di Pechino Capitale; esso dovrebbe servire Pechino, Tientsin, e la provincia dell'Hebei. Con l'apertura del nuovo aeroporto di Daxing, l'Aeroporto di Pechino-Nanyuan, dal quale opera solamente China United Airlines, verrà chiuso definitivamente.
Esistono anche altri aeroporti per scopi militari e civili di minore importanza come l'aeroporto di Xijiao, l'aeroporto Shahe e l'aeroporto di Badaling.

### Trasporto pubblico

#### Metropolitana
La città è dotata di una vasta rete di metropolitana, con 19 linee attive e altre in estensione o costruzione.

### Fibra ottica
Nel novembre 2023 China Mobile, Huawei Technologies, Università Tsinghua e Cernet.com hanno inaugurato la prima rete al mondo in fibra ottica aperta al pubblico e capace di raggiungere una velocità massima di 1.2 terabyte al secondo. Lunga 3.000 km, collega Pechino al sud della Cina.

## Amministrazione

### Gemellaggi
Pechino è gemellata con:
- Tirana, dal 14 marzo 1979
- Milano, dal 16 agosto 1979
- New York, dal 25 febbraio 1980
- Belgrado, dal 14 ottobre 1980
- Lima, dal 21 novembre 1983
- Washington, dal 15 maggio 1984
- Madrid, dal 16 settembre 1985
- Rio de Janeiro, dal 24 novembre 1986
- Colonia, dal 14 settembre 1987
- Ankara, dal 20 giugno 1990
- Il Cairo, dal 28 ottobre 1990
- Islamabad, dal 8 ottobre 1992
- Giacarta, dal 8 ottobre 1992
- Bangkok, dal 26 maggio 1993
- Buenos Aires, dal 13 luglio 1993
- Seul, dal 23 ottobre 1993

- Kiev, dal 13 dicembre 1993
- Berlino, dal 5 aprile 1994
- Bruxelles, dal 22 settembre 1994
- Hanoi, dal 6 ottobre 1994
- Amsterdam, dal 29 ottobre 1994
- Mosca, dal 16 maggio 1995
- Parigi, dal 23 ottobre 1997 (accordo internazionale – non gemellaggio)
- Roma, dal 28 maggio 1998 (accordo internazionale – non gemellaggio)
- Ottawa, dal 18 ottobre 1999
- Canberra, dal 14 settembre 2000
- Minsk, dal 2000
- Comunità Autonoma di Madrid, dal 17 gennaio 2005
- Atene, dal 10 maggio 2005
- Budapest, dal 16 giugno 2005
- Bucarest, dal 21 giugno 2005
- Provincia di Forlì-Cesena, dal 17 settembre 2012[17]
- Wellington